# 1900年パリオリンピックのアメリカ合衆国選手団
1900年パリオリンピックのアメリカ合衆国選手団（1900ねんパリオリンピックのアメリカがっしゅうこくせんしゅだん）は、1900年5月14日から10月28日にかけてフランスの首都パリで開催された1900年パリオリンピックのアメリカ合衆国選手団、およびその競技結果。

## 概要
今大会は金メダル19個、銀メダル14個、銅メダル14個の合計47個のメダルを獲得した。

## メダル
| メダル | 選手名                   | 競技 | 種目             |
| ------ | ------------------------ | ---- | ---------------- |
| 金     | アルビン・クレンツレーン | 陸上 | 男子60m          |
| 金     | フランク・ジャービス     | 陸上 | 男子100m         |
| 金     | ジョン・テュークスベリー | 陸上 | 男子200m         |
| 金     | マキシー・ロング         | 陸上 | 男子400m         |
| 金     | アルビン・クレンツレーン | 陸上 | 男子110mハードル |
| 金     | アルビン・クレンツレーン | 陸上 | 男子200mハードル |
| 金     | ジョン・テュークスベリー | 陸上 | 男子400mハードル |
| 銀     | ジョン・テュークスベリー | 陸上 | 男子60m          |
| 銀     | ジョン・テュークスベリー | 陸上 | 男子100m         |
| 銀     | ウィリアム・ホランド     | 陸上 | 男子400m         |
| 銀     | ジョン・クリーガン       | 陸上 | 男子800m         |
| 銀     | ジョン・マクリーン       | 陸上 | 男子110mハードル |
| 銅     | デビッド・ホール         | 陸上 | 男子800m         |
| 銅     | ジョン・ブレイ           | 陸上 | 男子1500m        |
| 銅     | フレッド・モロニー       | 陸上 | 男子110mハードル |
| 銅     | ジョン・テュークスベリー | 陸上 | 男子200mハードル |